# Eduard Van Steenbergen
Eduard Van Steenbergen (Antwerpen, 1 augustus 1889 - Berchem, 14 juni 1952) was een Belgisch architect, vertegenwoordiger van de modernistische stijlstroming en de nieuwe zakelijkheid.  Hij was voornamelijk actief in Antwerpen en omgeving, en in mindere mate in de Kempen.

## Biografie[2]
Eduard Van Steenbergen was een zoon van architect Maarten (Martinus) Van Steenbergen (Arendonk, 1858-1913).
Zoals destijds in gezinnen dikwijls het geval was,  bracht vader Maarten zijn eigen beroep bij, aan zijn zoon. Aldus leerde Eduard van zijn vader de bouwkunst. Daarenboven studeerde hij aan de Koninklijke Academie voor Schone Kunsten van Antwerpen waar hij een aantal onderscheidingen verwierf. Zijn kennis zette hij om in de praktijk, tijdens zijn stage bij de Antwerpse architect Ernest Dieltiens (1848-1920).
Kort na de Eerste Wereldoorlog, in een episode van vergrote behoefte aan woningbouw, begon Eduard zelfstandig te werken. Daarbij beperkte hij zich niet uitsluitend tot de constructie van gebouwen, maar hij hield zich ook bezig met binnenhuisarchitectuur: glas-in-loodramen, inrichting van interieurs, meubilair, enzovoort.
Een opmerkelijk element in zijn oeuvre was het ontwerp van de Tuinwijk Unitas in Deurne, waarin hij Engelse invloeden introduceerde.
Eduard (senior) had een kind dat -naar analogie met de vader- nagenoeg dezelfde voornaam had: Edward (junior) (1925-2003). In het geboortejaar van deze nakomeling ontwierp Eduard (senior) zijn eigen woning aan de Strijdhoflaan 91 te Berchem. Mettertijd leidde hij zijn zoon op in de architectuur en had hem later, omstreeks het einde van zijn leven, als medewerker.

Eduard Van Steenbergen overleed op 14 juni 1952 en werd ter aarde besteld op de begraafplaats van Berchem, op perk 02-Db.
In tegenstelling tot het werk van vele tijdsgenoten bleef zijn oeuvre goed bewaard. In 1995 werd een groot deel van zijn creaties beschermd.

## Functies[2]
- Professor "Architectuur" aan het Hoger Architectuurinstituut Henry Van de Velde
- Werkend lid aan de Vlaamse Academie voor Wetenschappen, Letteren en Schone Kunsten
- Werkend lid aan de Koninklijke Vereniging voor Natuur- en Stedenschoon

## Belangrijke werken
- 1919 - 1932: Tuinwijk Unitas te Deurne (beschermd in 1982). Eerste groot project van de architect, in Deurne-Zuid, ten oosten van het Boekenbergpark. Woningen gelegen aan het Adelbert Kennisplein 1-19, Charles Philipslaan 1-7, 2-8, Drakenhoflaan 199-211, Eksterlaar 2-26, Heirmanstraat 1-5, 2-8, Oudedonklaan 1-133, 2-24, Unitaslaan 1-129, 120-122 (Antwerpen).
- 1921: Woning Grauls. Strijdhoflaan 55 te Berchem (beschermd in 1995).
- 1924: Villa. Olmendreef 16 te Kapellen (beschermd in 1995).
- 1925: Eigen woning. Strijdhoflaan 91 te Berchem (beschermd in 1988). De architect was ontwerper, bouwheer en bewoner van dit huis in art-deco-stijl tot aan zijn dood in 1952. Nadien bleef zijn zoon Edward hier wonen tot aan zijn dood in 2003.
Het ontwerp van de gevelopbouw met volumeverschuivingen en de combinaties van metselverbanden kunnen geïnspireerd zijn door de Nederlandse architecten Dudok en Van 't Hoff, en door de Amerikaanse architect Frank Lloyd Wright. De Koninklijke Commissie voor Monumenten en Landschappen (KCML) motiveerde haar advies tot bescherming als monument omwille van de artistieke waarde als volgt: “Woning door architect Van Steenbergen in 1925 voor zichzelf opgericht. Manifest van zijn architecturaal denken over de nieuwe zakelijkheid met een eigen Vlaamse dimensie.”[5][6][7]
- 1925: Woning. Appelkantstraat 1 te Hove (beschermd in 1995).
- 1926, Volkshuis Kalmthout
- 1928: Woonhuis voor E. Durlet. Floraliënlaan 230 te Berchem (beschermd in 1995).
- 1928: Enkelhuis. Wolfjagerslei 18 te Borgerhout (beschermd in 1995).
- 1928: Woning Koumans. Cederlaan 28 te Wilrijk (beschermd in 1995).
- 1929: Woonhuis voor beeldhouwer Albert Poels. Karel Coggestraat 45 te Berchem (beschermd sinds 1995).
- 1931: Woning De Zilverbron. Baillet-Latourlei 19-21 te Brasschaat (beschermd in 1995).
- 1932: Eenheidsbebouwing van zes woningen. Volhardingstraat 70-76 te Antwerpen (beschermd sinds 1988).
- 1932 - 1933: Woningen. Canadezenlaan 61-63 te Kalmthout (beschermd in 1995).
- 1933: Woonwinkelhuis. Worteldorp 5 te Wortel (beschermd in 1995).
- 1934: Villa Peirsman[8]. Zwaantjeslei 5 te Brasschaat (beschermd in 1955).
- 1935: Villa Poels. Oude Galgenstraat 172, 2950 Kapellen (niet beschermd).
- 1935: Buitenverblijf. Veerstraat 192 te Viersel (beschermd in 1995).
- 1936: Villa Geubelle. Het Wild Rijt 16 te Westmalle (beschermd sinds 1995).
- 1936: Woning Deboeure. Baron Leroystraat 136 te Deurne (beschermd in 1995).
- 1936 - 1940: Koninklijk Atheneum. Frank Craeybeckxlaan 22 te Deurne (beschermd in 1995)[9].
- 1940: Dokterswoning E. Van Ussel. Deken Adamsstraat 29 te Turnhout (beschermd in 1999).
- 1941: Woning en kabinet Devroede. Pieter De Nefstraat 17 te Turnhout (beschermd in 1999).
- 1947 - 1964: Districtshuis van Deurne. Maurice Dequeeckerplein 1. Hoewel de plannen reeds werden opgemaakt in 1947-48 kon de uitvoering pas beginnen in 1956 (dus na de dood van de ontwerper: Eduard Van Steenbergen senior in 1952). Het was zijn zoon, architect Edward Van Steenbergen (junior), die in de periode 1956-1964 de bouw concreet begeleidde.

- Gemeinsame Normdatei: 129078581
- International Standard Name Identifier: 0000 0001 2126 410X
- Nederlandse Thesaurus van Auteursnamen: 165726229
- RKD-Nederlands Instituut voor Kunstgeschiedenis: 79323
- Union List of Artist Names: 500236637
- Virtual International Authority File: 30606681
- WorldCat: E39PBJcGkv8RXVWpkhhdvgjV4q